# Arnardóttir
Arnardóttir ist ein isländischer Name.

## Bedeutung
Der Name ist ein Patronym und bedeutet Örns Tochter. Arnar ist das Genitiv von Örn in der isländischen Sprache. Die männliche Entsprechung ist Arnarson (Örns Sohn).

## Namensträgerinnen
- Elsa Lára Arnardóttir (* 1975), isländische Politikerin
- Erla Steinunn Arnardóttir (* 1983), isländische Fußballspielerin
- Guðrún Arnardóttir (Leichtathletin) (* 1971), isländische Hürdenläuferin
- Guðrún Arnardóttir (Fußballspielerin) (* 1995), isländische Fußballspielerin
- Hrafnhildur Arnardóttir (* 1969), isländische Künstlerin
- Oddný Mjöll Arnardóttir (* 1970), isländische Juristin und Richterin am Europäischen Gerichtshof für Menschenrechte